# Compañía Cervecera de Puerto Rico
Die Compañía Cervecera de Puerto Rico (früher: Cervecería India) ist eine puerto-ricanische Brauerei, das hauptsächlich bekannt für ihre Biermarke Medalla Light ist und mit ihr schon mehrere Auszeichnungen gewonnen hat. Sie hat ihren Sitz an Mayagüez, an der Westküste von Puerto Rico. 

## Geschichte

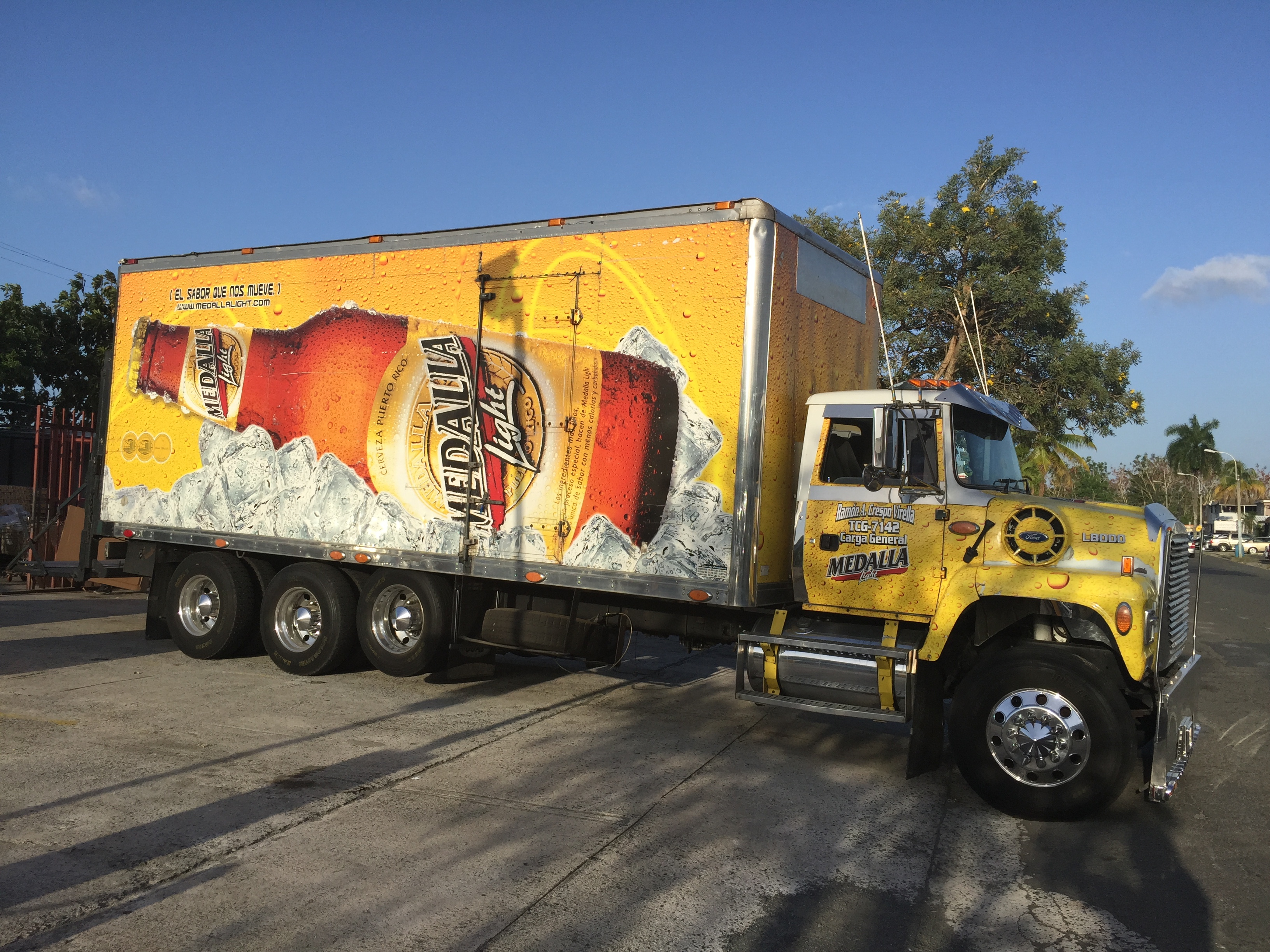
Medalla Transporter LKW

Die Brauerei wurde 1937 durch Alfonso, Sabino und Ramon Valdes Cobian in Mayagüez, der größten Stadt an der Westküste von  Puerto Rico gegründet. Die Brüder folgten dem Beispiel ihres Vaters Don Ramon Valdes, der 1910 die Mayaguez Light, Power and Ice Company gründete. 1938 wurde ihr erstes Bier, das Cerveza India, der Öffentlichkeit vorgestellt.